# Ludivine Furnon
Ludivine Furnon (Nimes, 4 de octubre de 1980) es una gimnasta artística y artista de circo francesa, medallista de bronce mundial en 1995 en la prueba de suelo, convirtiéndose en la primera gimnasta francesa en ganar una medalla en esta competición. En el 2000 fue campeona de Europa en París al ganar el oro.

## Trayectoria
Tras haber practicado ballet y danza jazz, a los 12 años empezó a practicar gimnasia artística.
En el Campeonato Mundial de Gimnasia Artística de 1995 ganó el bronce en el ejercicio de suelo, tras la rumana Gina Gogean (oro) y la china Ji Liya (plata), logro que la convirtió en la primera gimnasta francesa en ganar una medalla en esta competición con tan solo 15 años. Más tarde, también compitió en los Juegos Olímpicos de Atlanta 1996 y en los de Sídney 2000,  año en el que también, se proclamó campeona de Europa en París al ganar el oro. Además cuenta con otros 14 títulos de campeona de Francia en su especialidad.
Tras dejar la alta competición en 2003, se convirtió en artista de circo y actuó para el Cirque du Soleil hasta 2008. Creó el duo de mano a mano, llamado MainTenanT, con el que participó en 2010 en el programa de televisión La France a un incroyable talent de M6 y actuó en el Cirque Phénix en invierno de 2010-2011. Con este duo fue galardonada con la medalla de Plata en la 31 edición del Festival Mondial du Cirque de Demain celebrado en 2010. También realizó un número en solitario de baile en barra. En 2012, pasó a formar parte de la compañía de circo Spiegelworld, con la que actuó en diferentes países del mundo.
Además, ha impartido clases de baile en barra y ha participado como ponente en eventos en los que cuenta su trayectoria como deportista de élite.
El Palacio de Deportes de Nimes, inaugurado a finales de 2024, recibe el nombre Ludivine Furnon en su honor.

## Galería

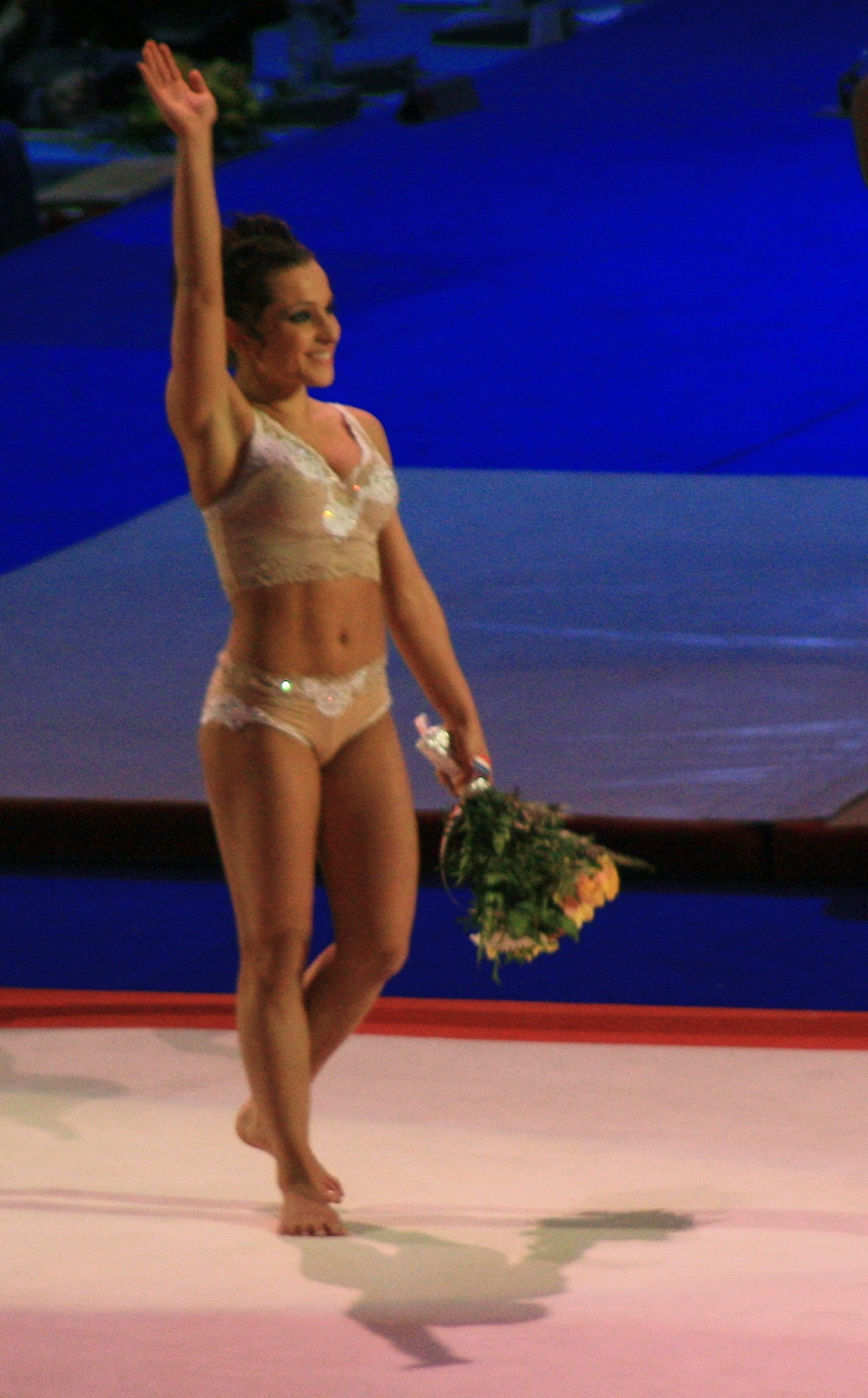
Duo MainTenanT (2010)
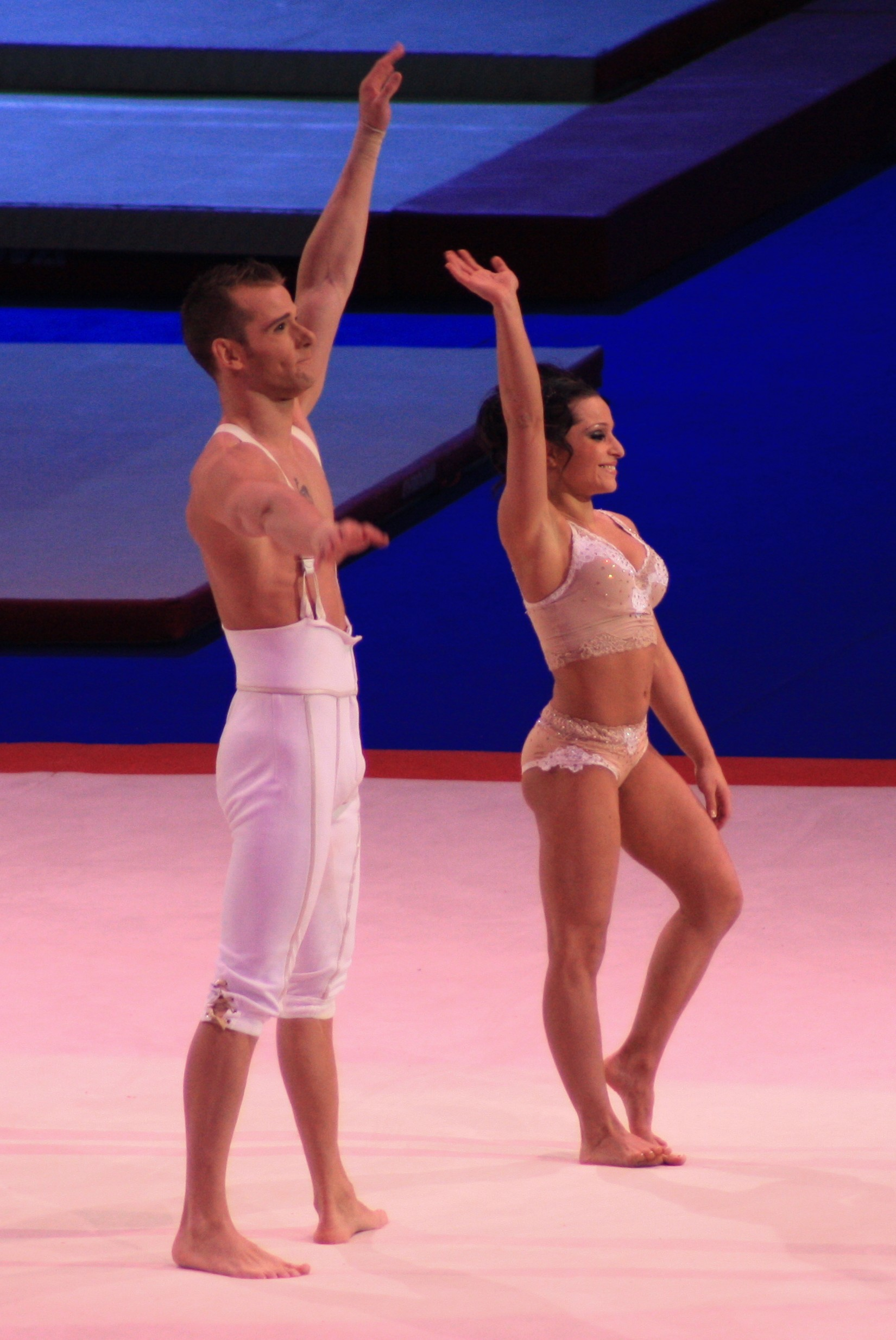
Duo MainTenanT (2010)
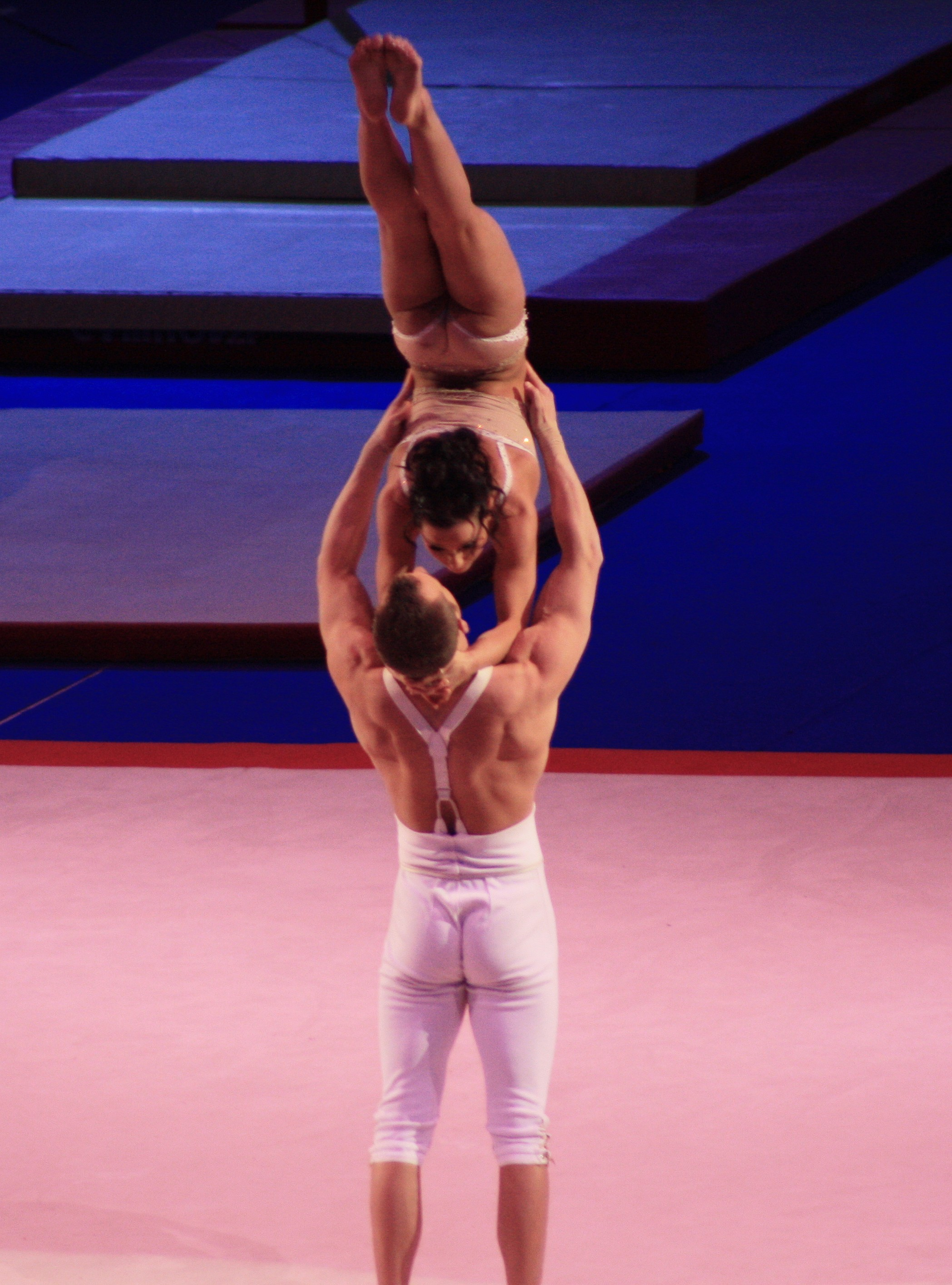
Duo MainTenanT (2010)
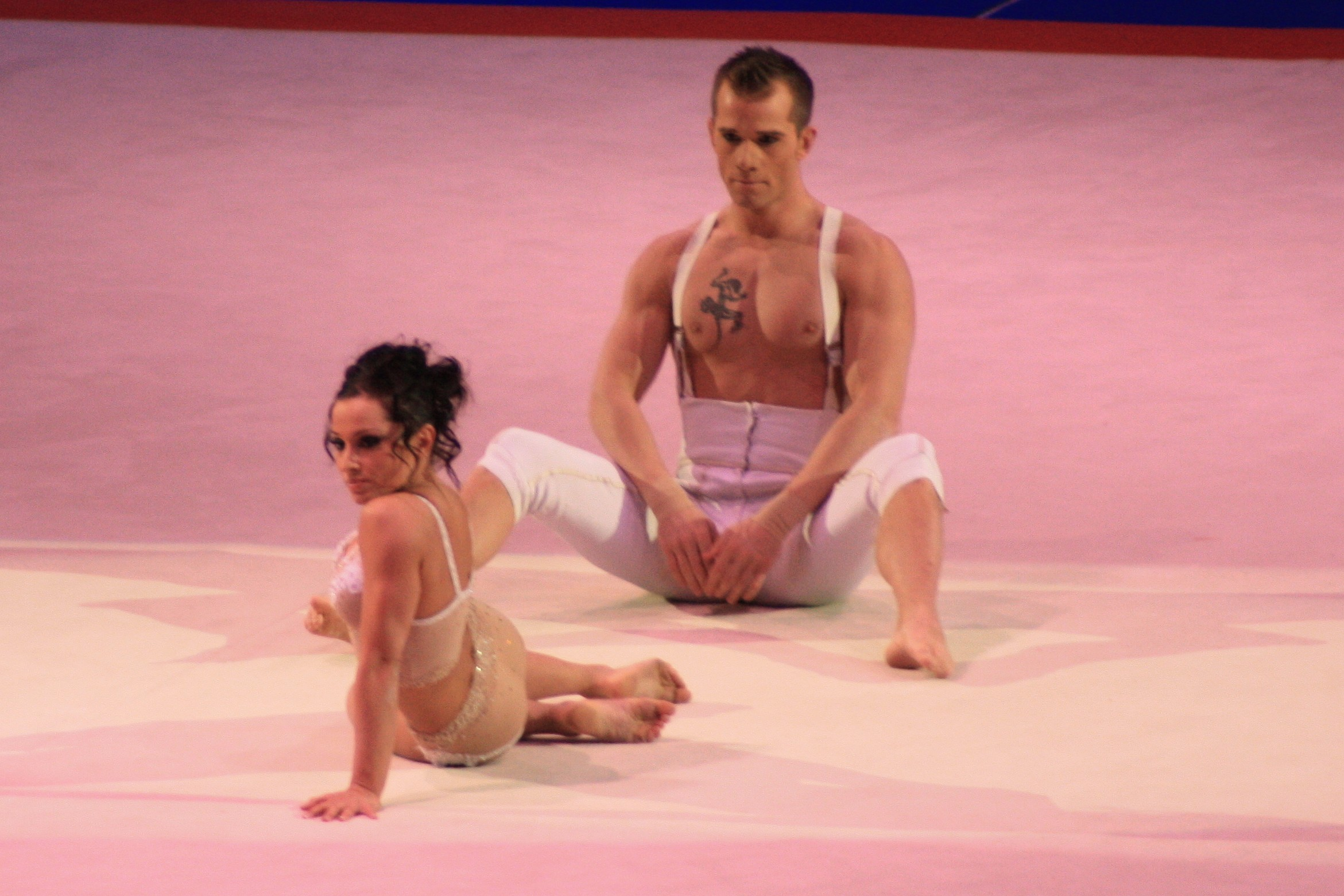
Duo MainTenanT (2010)